# Група Европе суверених нација
Група Европе суверених нација (енгл. Europe of Sovereign Nations Group) је посланичка група у Европском парламенту. Образована је 10. јула 2024. у склопу 10. сазива Европског парламента. Њени чланови су раније били део Идентитета и демократије или су били независни.